# Torrejón de Ardoz
Torrejón de Ardoz is een stad en gemeente in Spanje, in de regio Madrid, met 126.981 inwoners (1 januari 2016). Het is een van de vele voorsteden van de stad Madrid en maakt deel uit van de zogenaamde ‘periferia’, oftewel het uitgestrekte gebied van voorsteden rondom die stad. Het ligt op 568 tot 600 meter hoogte, ongeveer 20 km ten oosten van Madrid, halverwege Alcalá de Henares, niet ver van de luchthaven Madrid Barajas. Torrejón is door de autosnelweg N-II en de sneltram met Madrid verbonden.

## Demografische ontwikkeling
Bevolkingscijfers in duizendtallen (Bron: INE; 1857-2011: volkstellingen)

## Historie
De naam Torrejón komt van een oude toren (‘torreón’), die de burgers van Alcalá de Henares hier als grensbewaking hadden gebouwd. Deze vesting, evenals de eerste nederzetting, stamt uit de 12e eeuw. Tot ver in de 17e eeuw maakte Torrejón deel uit van de gemeente Alcalá de Henares, en daarna van het aartsbisdom Toledo. Tot in de 20e eeuw bleef Torrejón een dorp.

## Economie
Sinds omstreeks 1960 vestigden zich rond het voormalige Amerikaanse vliegveld in Torrejón – de huidige burgerluchthaven Madrid-Torrejón – talloze bedrijven en onderzoeksinstituten, hetgeen de ontwikkeling van de stad versnelde. Dat het daardoor een vrij moderne stad is, weerspiegelt zich ook in de relatief jonge bevolking: circa 30% van de inwoners is tussen 20 en 35 jaar oud. Verder zijn er Spaanse kazernes, en bewapenings- en IT-industrie, evenals het Satellietcentrum van de Europese Unie.
Vanwege de goede verbindingen is Torrejón ook een geliefde woonplaats voor forenzen die in Madrid werken.

## Noemenswaardige personen

### Geboren
- Kate Brown (1960), Amerikaanse gouverneur van Oregon (2015-2023)
- José María Gutiérrez (1967), voetballer

### Woonachtig
- José de Sousa, Portugese darter